# Доктор (комедия дель арте)

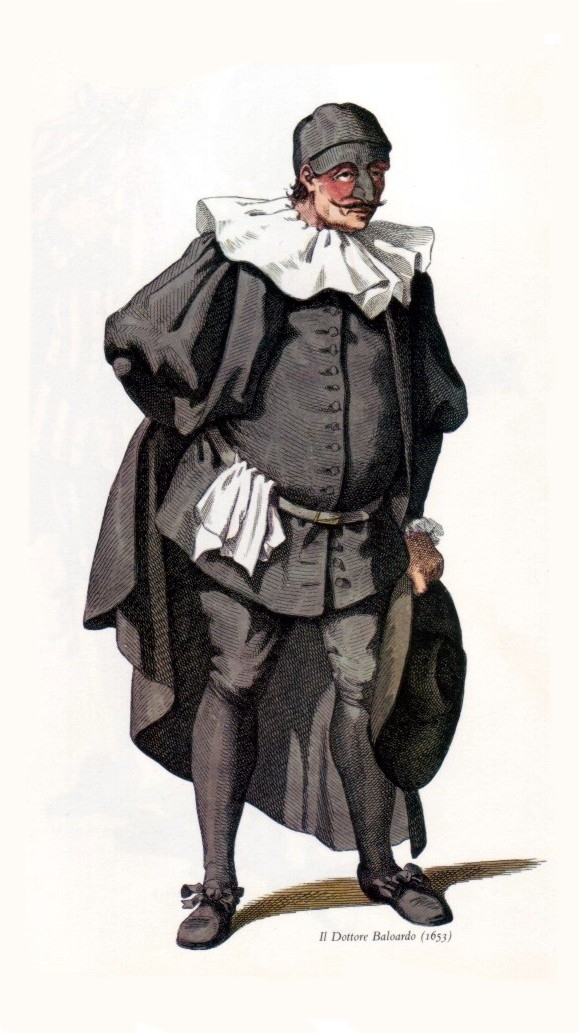
М. Санд. Доктор. 1860.

Доктор (итал. Il Dottore, фр. Le Docteur), также Доктор Баландзоне (особенно часто в кукольном театре), Доктор Грациано — персонаж-маска итальянской комедии дель арте, один из комических стариков итальянского площадного театра. Представляет северный (или венецианский) квартет масок, наряду с Арлекином, Бригеллой и Панталоне.
- Происхождение: болонский юрист, с жёстким, грубоватым диалектом.
- Занятие: псевдо-учёный доктор права (очень редко — доктор медицины, тогда к его костюму прибавлялись клистиры, ночные горшки, грязное бельё и т. п.)
- Костюм: обязательна длинная черная мантия, под ней он носит чёрную куртку и чёрные короткие панталоны, чёрные туфли с чёрными бантами, чёрный кожаный пояс, на голове черная шапочка. Костюм дополняют белые манжеты, широкий белый воротник вокруг шеи и белый платок, заткнутый за пояс.
- Маска: чёрного цвета с огромным носом, закрывает, как правило, все лицо, но иногда только лоб и нос, тогда щеки Доктора густо нарумяниваются.
- Поведение: как и Панталоне, это старик, обманутый другими персонажами комедии. Это человек очень толстый, его живот выступает вперёд, затрудняет свободное движение и хорошо виден. Ему тяжело наклоняться и ходить. Он так же похотлив, как и Панталоне. Он тщеславный, невежественный педант, разговаривающий непонятными латинскими терминами и цитатами, которые нещадно перевирает. Немного чудаковат и очень любит вино.

Маска Доктора требовала очень хорошего владения болонским диалектом, а также большой эрудиции, чтобы импровизировать и создавать комический эффект из обрывков знаний.
Начиная с XII века Болонья — центр университетской жизни Европы, а её юристы — учёнейшие люди, которых приглашают за советами ко дворам князей и королей. Однако, как и в случае с венецианскими купцами, к XVI в. болонские юристы захирели, они по-прежнему оставались весьма учёными людьми, но знания их были оторваны от жизни и, фактически, стали бессмысленны, поэтому и стали объектом насмешек простого народа, а затем и перекочевали на подмостки площадных театров.
Основные черты этой маске придал актёр Лодовико де Бьянки, другими выдающимися исполнителями этой маски стали Маркантонио Романьези и Бернардино Ломбарди. Игра последнего настолько запомнилась зрителям, что эту маску часто называли Доктор Ломбарди, как например, в пьесе К. Гольдони «Слуга двух господ». Мольер вводит этого персонажа в свои комедии «Ревность Барбулье», «Брак поневоле», «Любовная досада» и «Мнимый больной».

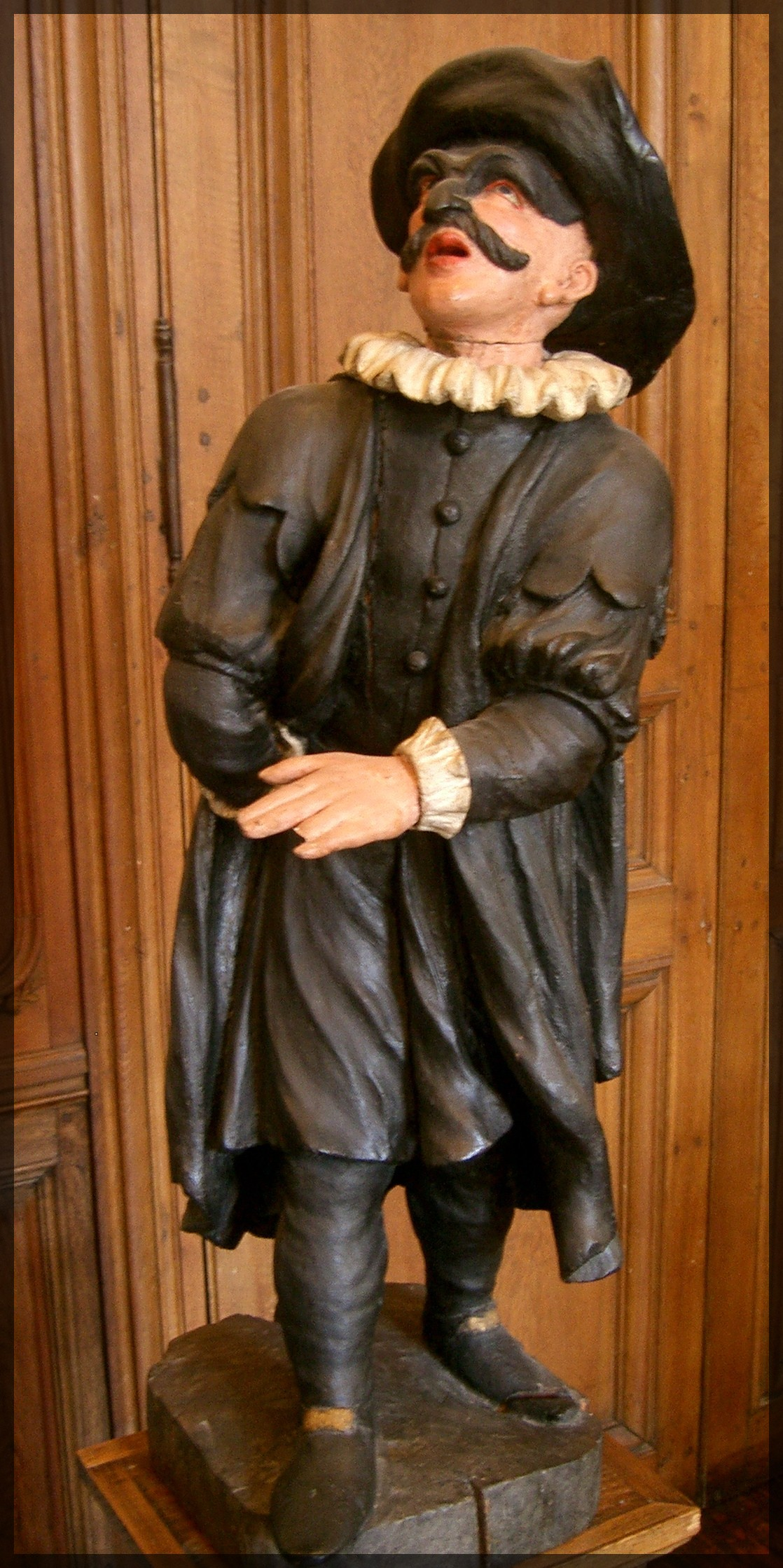
Статуэтка кон. XVIII в.
Актёр  Д. Бьянколелли в костюме Доктора, неизвестный художник (XVII в.)
Актёр М.А. Романьези в костюме Доктора, с гравюры XVII в.
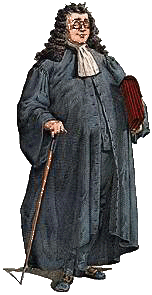
Доктор права в XVII в.
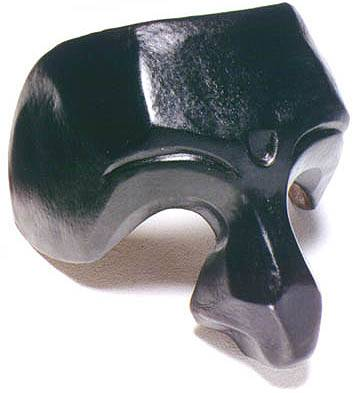
Маска Доктора

## Источник
- Дживелегов А. К. Итальянская народная комедия. Москва, 1954. С. 107—112.
- Маски // Дживилегов А. К. Избранные статьи по литературе и искусству.